# Sericostoma flavicorne
Sericostoma flavicorne là một loài Trichoptera trong họ Sericostomatidae. Chúng phân bố ở miền Cổ bắc.